# Karsten Blumenthal
Karsten Blumenthal (* 24. Mai 1968 in Stralsund) ist ein deutscher Fernsehmoderator, Schauspieler und Regisseur.

## Leben
Nach seinem Abitur studierte Karsten Blumenthal an der Ernst-Moritz-Arndt-Universität in Greifswald Deutsch- und Geschichtslehrer und brach das Studium vorzeitig ab.
Von 1989 bis 1996 war Karsten Blumenthal Redakteur und Moderator beim Radiosender DT64 und beim späteren MDR Sputnik. Seit 1991 moderierte er die Comedysendung Dr. Kaos, die insbesondere im Osten Deutschlands als Kultsendung angesehen wurde, und später, von 1995 bis 1998, den ORB-Club.
Blumenthal moderierte von 1997 bis 2004 im KiKA die Formate Aktiv-Boxx (1997–2001), Kikania (2001–2004) und KIKA Live (2004) sowie von 1997 bis 2001 das Trend- und Freizeitmagazin für Jugendliche ReläXX. Für dieses Freizeitmagazin erhielt er im Jahre 1999 den Goldenen Spatz als Auszeichnung.
Neben der Moderation war er in der Lehrerrolle des Hannes Fabian von 1999 bis 2006 in der KiKA-Serie Schloss Einstein zu sehen.
Für die Sendung Waehle Madeleine fungierte Blumenthal in den Jahren 2010 bis 2011 als Reporter.
Heute arbeitet Blumenthal unter anderem als Regisseur für verschiedene TV-Produktionen, insbesondere für den Kanal Rundfunk Berlin-Brandenburg.